# 佐野市民病院
佐野市民病院（さのしみんびょういん）は、栃木県佐野市にある医療機関。社会医療法人財団佐野メディカルセンターが運営する病院である。

## 歴史・概要
2018年（平成30年）3月までは佐野市が開設する病院であった。
2007年（平成19年）3月末に常勤医が全員退職して閉院の危機に陥ったが、同年4月に新院長が着任して存続した。
2008年（平成20年）10月1日に栃木県内の公立病院で初めて指定管理者制度を導入し、指定管理者として医療法人財団青葉会が管理運営をするようになった。
この指定管理者制度への移行時に、看護師が退職するなどして31人減ったことから人員不足に陥り、病棟2つを閉鎖した状態で新たな運営が始まることになった。
2008年（平成20年）2月に「糖尿病・腎センター」を開設し、院長の専門分野を生かした看板分野としている。
介護老人保健施設である「あそヘルホス」を併設している。
2018年（平成30年）4月に完全民営化され、医療法人財団青葉会系列の一般財団法人佐野メディカルセンターが運営を継承した。佐野メディカルセンターは2020年4月に医療法人財団となり、2021年4月に社会医療法人としての認定を受けた。

## 施設概要
- 地下1階・地上5階
- 構造 - 鉄筋コンクリート構造
- 敷地面積 - 26,951.5m2
- 延床面積 - 15,412.563m2

## 診療科
- 総合内科
- 循環器内科
- 消化器内科
- 呼吸器内科
- 外科
- 脳神経外科
- 整形外科
- 婦人科

- 小児科
- 眼科
- 耳鼻咽喉科
- 皮膚科
- 泌尿器科
- 人工透析
- 人間ドック